# اسماعیل احمدی مقدم
اسماعیل احمدی مقدم (زادهٔ ۱۳۴۰ تهران) سرتیپ پاسدار فرماندهی انتظامی جمهوری اسلامی ایران است، که هم‌اکنون ریاست دانشگاه عالی دفاع ملی را برعهده دارد. وی از ۱۳۸۰ تا ۱۳۸۴ جانشین فرمانده نیروی مقاومت بسیج بود و در فاصله سال‌های ۱۳۸۴ تا ۱۳۹۳ به‌عنوان ششمین فرمانده نیروی انتظامی فعالیت می‌کرد.
احمدی مقدم فعالیت نظامی را از سال ۱۳۵۷ در کمیته انقلاب اسلامی آغاز کرد و در سال ۱۳۵۸ به سپاه پاسداران انقلاب اسلامی پیوست و در طول جنگ ایران و عراق، از اعضای این نهاد بود. او از ۱۳۶۶ تا ۱۳۶۷ جانشین معاون عملیات نیروی زمینی سپاه پاسداران بود، در فاصله سال‌های ۱۳۶۸ تا ۱۳۷۱ به‌عنوان جانشین فرمانده قرارگاه حمزه سیدالشهدا فعالیت می‌کرد و از ۱۳۷۷ تا ۱۳۸۰ معاونت هماهنگ‌کننده نیروی انتظامی را برعهده داشت.
وی دانش‌آموخته کارشناسی علوم اجتماعی از دانشگاه تهران و دکتری مدیریت استراتژیک از دانشگاه عالی دفاع ملی است.
اتحادیه اروپا در فروردین‌ماه ۱۳۹۰ وی را به دلیل نقشی که در نقض گسترده و شدید حقوق شهروندان ایرانی داشت، تحریم کرد و وزارت خزانه‌داری آمریکا در آبان‌ماه ۱۳۹۱ احمدی مقدم را به دلیل نقض حقوق بشر، سانسور و حمایت از تروریسم، مورد تحریم قرار داد.

## زندگی‌نامه
اسماعیل احمدی مقدم در سال ۱۳۴۰ در محله نارمک، تهران زاده شد. در سال ۱۳۵۶ برای گذراندن دروس حوزوی عازم قم شد. پس از وقوع انقلاب ۱۳۵۷، عضو کمیته انقلاب اسلامی شد و در سال ۱۳۵۸ نیز به‌صورت رسمی به عضویت سپاه پاسداران درآمد. وی مدرک کارشناسی علوم اجتماعی را از دانشگاه تهران اخذ نمود و کارشناسی ارشد علوم اجتماعی و دکتری مدیریت استراتژیک را نیز از دانشگاه عالی دفاع ملی دریافت کرد. وی پیشتر، پست‌هایی همچون فرماندهی سپاه سردشت، ریاست دانشگاه علوم انتظامی و معاون هماهنگ‌کننده نیروی انتظامی را داشته است و آخرین پست او معاونت فرماندهی نیروی مقاومت بسیج و ریاست منطقه مقاومت بسیج تهران بوده است. سوابق او در بسیج و دیدگاه‌های خاص این نیرو در باب مسایل سیاسی و اجتماعی باعث نگرانی روشنفکران از عملکرد آتی پلیس شد. او همچنین پس از فرماندهی نیروی انتظامی مدتی به عنوان رئیس ستاد پشتیبانی مردم یمن فعالیت می‌کرد.

وقتی منابع آب کم می‌شود عده‌ای می‌روند و برای اعتراض آب یزد را قطع می‌کنند. اگر پنجاه سال پیش این اتفاق پیش می‌آمد مردم نماز باران می‌خواندند، اما الآن می‌گویند دولت باید برای ما آب بیاورد.

احمدی‌مقدّم، در یک گفتگو دربارهٔ بحران آب و اعتراض کشاورزان اصفهان در اسفندماه ۱۳۹۱ که حقّ آبهٔ زاینده‌رود را از آنِ اصفهان دانسته، به طومار شیخ بهایی استناد کرده و لولهٔ انتقال آب را شکستند.

## فرماندهی انتظامی
در خرداد ماه ۱۳۸۴ قالیباف فرمانده قبلی فرماندهی انتظامی به دلیل نامزد شدن برای انتخابات نهم ریاست جمهوری از پست خود استعفا داده بود. علی خامنه‌ای از انتصاب فرمانده جدید برای این نیرو خودداری ورزید و علی عبداللهی را به‌عنوان سرپرست موقت این نیرو منصوب کرد تا نتیجه انتخابات ریاست جمهوری مشخص شود. وی که در دوران اصلاحات حاضر به انتصاب فردی نزدیک به اصلاح‌طلبان برای فرماندهی انتظامی نشده بود، بلافاصله پس از پیروزی احمدی‌نژاد در ۴ تیر ماه، اسماعیل احمدی مقدم را در ۱۸ تیر ماه به‌عنوان فرمانده کل انتظامی منصوب کرد. احمدی مقدم از هواداران احمدی‌نژاد در سپاه پاسداران انقلاب اسلامی به‌شمار می‌رود و انتصاب او به معنای رضایت رهبر از نتیجه انتخابات و پیروزی احمدی‌نژاد تحلیل شد. احمدی مقدم در مراسم معارفه خود برای رفع نگرانی از سوابق خود در بسیج گفت که پلیس با جوانان با مدارا برخورد خواهد کرد و از فعالیت گروه‌های فشار (تشکل‌های شبه نظامی که به محافل دانشجویی و روشنفکری حمله کرده و متهم به همکاری در قتل‌های زنجیره‌ای به همراه وزارت اطلاعات بودند) جلوگیری خواهد کرد. اما عملکرد وی دقیقاً برعکس بود. وی با راه‌اندازی طرحی موسوم به «طرح ارتقای امنیت اجتماعی» بی‌سابقه‌ترین برخوردها را با شهروندان بروز داد. فعالیت‌های سیاسی با شدتی بی‌سابقه سرکوب شد. اجتماع مسالمت‌آمیز زنان در میدان هفت تیر و تظاهرات در دفاع از اعتصاب غذای اکبر گنجی در زندان، اولین تظاهرات‌های آغاز دوران فعالیت وی بود که با شدتی بی‌سابقه سرکوب شد. برای اولین بار پلیس از نیروی زن مجهز به باتوم برای سرکوب اجتماع زنان استفاده کرد. پیشتر پلیس از برخورد با زنان در تظاهرات‌ها عمدتاً دوری می‌جست. همچنین گروه‌های فشار در دوران احمدی مقدم با آرامش کامل به اقداماتی همچون تخریب کامل حسینیه دراویش در قم و بروجرد و تبدیل آن به پارکینگ دست زدند.
راه‌اندازی پلیس فضای تولید و تبادل اطلاعات فراجا ، راه‌اندازی پلیس اقتصادی و جستجوی خانه‌به‌خانه برای جمع‌آوری آنتن‌های ماهواره از اقدامات مهم دوران ریاست وی بود. او ادعا کرد که مشاعات (راهرو، بام، حیاط ساختمان و…) حریم خصوصی نیست و پلیس برای ورود به آن‌ها نیاز به مجوز ندارد. موضوعی که با انتقاد حقوق‌دانان مواجه گردید.

### محدودیت فرهنگی هنری
به جز محدودیت در روابط اجتماعی مردم، فعالیت‌های فرهنگی و هنری هم در دوران وی با محدودیت شدید روبرو شد. از جمله برگزاری کنسرت شجریان در سالن وزارت کشور در مرداد ۸۶ با کشمکش‌های فراوان میان اداره اماکن نیروی انتظامی و پلیس امنیت که یکی موافق و دیگری مخالف برگزاری بود، نهایتاً با وساطت وزیر ارشاد و پرداخت ۳۵ میلیون تومان به پلیس توسط شجریان برگزار گردید.
پلمپ کافه کتاب‌ها از سایر اقدامات وی بود. همانگونه که پیش‌بینی می‌شد، او و دولت احمدی‌نژاد هماهنگی و همکاری تنگاتنگی داشتند. همچنین وزارت ارشاد اعلام کرد که با هماهنگی نیروی انتظامی عده کثیری از خوانندگان رپ در کشور شناسایی و استودیوهایی که به ضبط این آثار می‌پرداختند پلمپ شده‌اند.

### طرح ارتقای امنیت اجتماعی
این طرح در اردیبهشت ۸۵ با استقرار اکیپ‌های پلیس به همراه اتومبیل‌های ون در اماکن عمومی و سپس تذکر و دستگیری زنان و مردانی که ظاهر و اعمال آنها مغایر با قوانین جمهوری اسلامی بود آغاز شد. پلیس در ادامه به دستگیری عده کثیری به‌عنوان اراذل و اوباش پرداخت پلیس در ادامه ناچار شد بی‌سروصدا عده کثیری از دستگیرشدگان را پس از چند ماه شکنجه در سوله کهریزک به دلیل بیگناه بودن آزاد کند. پیگیری این افراد برای شکنجه‌های صورت گرفته به نتیجه نرسید. در پاییز ۸۶ پلیس واکاوی خانه‌های خرده‌فروشان مواد مخدر را به‌وسیله سگ‌های آموزش دیده سپکا از نژادهای ژرمن شپرد و گریت دین در مقابل زن و فرزندانشان و ضرب‌وشتم شدید آنان در دستور قرار داد و در زمستان ۸۶ استفاده از چکمه‌های بلند برای زنان را ممنوع اعلام کرد. نحوه عملکرد پلیس در اجرای این طرح به حدی فراتر از قوانین جمهوری اسلامی بود که معاون قاضی مرتضوی هم از آن انتقاد کرد و در مقطعی میان پلیس و دادستانی بر سر مسئولیت شکنجه‌ها اختلاف افتاد.
برخورد با زنان در فرودگاه‌ها که محمود بت‌شکن فرمانده پلیس فرودگاه‌های کشور آن را ۱۷٬۱۳۵ مورد تذکر و نزدیک به ۱۰۰۰ مورد جلوگیری از سوار شدن، دادگاهی کردن و… اعلام داشت بخش دیگری از این طرح بود که تنها در ماه اول اجرای آن (اردیبهشت ۸۶) صورت گرفت. پلمپ لباس‌فروشی‌ها به اتهام آنچه که پلیس فروش لباس‌های نامناسب می‌داند بخش‌های دیگری از این طرح بود.
در جریان اجرای طرح دولت احمدی‌نژاد (وزارت کشور و اطلاعات و ارشاد) به نحوی قاطع از آن حمایت کردند و صفار هرندی هنگامی‌که انتقادات بالا گرفته بود گفت: با رسانه‌هایی که در طرح امنیت اخلاقی اخلال کنند برخورد می‌شود.
∗

### بازداشتگاه کهریزک
او در حوادث بازداشتگاه کهریزک گفت: «در این بازداشتگاه و اتفاقات آن من هم تقصیر دارم؛ قصد ندارم از زیر بار مسوولیتی که دارم، شانه خالی کنم اما از همان ابتدا تأکید کردم که دانشجویان نباید به این بازداشتگاه رفته و افرادی که به این بازداشتگاه می‌روند، نباید در کنار اراذل و اوباش نگهداری شوند. اما در عین حال افرادی که به این بازداشتگاه فرستاده شدند، با احکام دادسرا به این محل اعزام شده‌اند. از سوی دیگر به دلیل کمبود جا نتوانسته بودند آن‌ها را در محل‌های دیگری نگهداری کنند که به نظر بنده این کار به هیچ عنوان صحیح نبوده است».
احمدی مقدم در مرداد ماه ۱۳۸۸ اعلام کرد تا یک ماه دیگر یک بازداشتگاه جدید می‌سازد. حمیدرضا کاتوزیان در سال ۱۳۸۸، نماینده تهران و عضو کمیته حقیقت‌یاب رویدادهای پس از انتخابات، شخص اسماعیل احمدی مقدم، را مسئول قتل‌های صورت گرفته در بازداشتگاه کهریزک معرفی کرد.

### درگیری‌های مرزی
در دوران مدیریت وی که هم‌زمان با آغاز به کار دولت احمدی‌نژاد و به‌کارگیری گسترده سپاهیان در دولت (انتصاب ذوالقدر و افشار به عنوان معاونت سیاسی و امنیتی وزارت کشور) و هماهنگی نسبی نهادهای زیر نظر رهبر (صدا و سیما، ارتش و سپاه و بسیج) و مجلس هفتم با وی همراه بود، درگیری‌هایی در مرزها از نوع تحرکات گروهکی وجود داشت. چندین مورد بمب‌گذاری و گروگانگیری در سیستان و بلوچستان توسط گروه جُندالله که عمدتاً بدون موفقیت نظامی پلیس، با مذاکره و امتیاز دادن به گروگانگیران خاتمه یافت از رویدادهای دوران وی بوده است. احمدی مقدم بدون ارائه آمار مدعی شد که نارضایتی مردم از نیروی انتظامی به حداقل رسیده است.[عدم مطابقت با منبع]

## فساد مالی
سخنگوی قوه قضائیه در خرداد ۹۴ طی یک نشست خبری اعلام کرد در مورد بنیاد تعاون نیروی انتظامی در قوه قضاییه پرونده‌ای تشکیل شده که این پرونده دارای متهمانی است که در این راستا ۶–۷ نفر بازداشت شدند. پیشتر خبرگزاری‌ها علت عزل احمدی مقدم فرمانده نیروی انتظامی را وجود باند فساد در زیر مجموعه او عنوان کرده بودند. پرونده‌ای مربوط به ناجا در قوه قضاییه تشکیل شد که نیروی انتظامی از محل فروش محموله نفتی ۴۰۰ میلیارد بدست آورده است. در تاریخ تیر ۹۶ سخنگوی قوه قضائیه در پاسخ به این سؤال که پرونده آقای احمدی مقدم در بحث فروش نفت به کجا رسیده گفت: همان‌طور که آن زمان هم گفتم، آقای احمدی مقدم بازداشت نیستند اما پرونده دارد. محمدرضا تابش، عضو کمیسیون برنامه و بودجه به «ایرنا» گفته است: «براساس بررسی‌های دیوان محاسبات، ۲۳ هزار و ۸۰۰ میلیارد تومان مربوط به واردات بنزین و نفت گاز بیش از حد مجوزهای قانونی، از طریق معاوضه نفت خام با فراورده‌های نفتی طی سال‌های ۸۷ تا ۸۹ بوده است.» از این میزان ۶۳۴ میلیارد تومان آن به محموله نفتی برمی‌گردد که با دستور احمدی‌نژاد برای فروش در سال ۹۱ در اختیار نیروی انتظامی قرار گرفت اما هیچ‌گاه درآمد فروش آن به خزانه واریز نشد. به گفته محمد حسینی نماینده مجلس بابت پرونده تشکیل شده برای همین موضوع تا الان حکم انفصال از خدمات دولتی برای یکی از فرماندهان سابق ناجا صادر شده است.

## تحریم
وزارت خزانه‌داری ایالات متحده آمریکا، در نوامبر ۲۰۱۲ (آبان ۱۳۹۱)، احمدی مقدم و تعداد دیگری از اشخاص حقوقی و شرکت‌های دولتی و خصوصی ایران را به دلیل نقض حقوق بشر، سانسور و حمایت از تروریسم، مورد تحریم قرار داد. در بیانیه این وزارتخانه به نقش کلیدی نیروی انتظامی تحت هدایت احمدی مقدم در «سرکوب معترضان» پس از اعتراضات به نتایج انتخابات ریاست جمهوری سال ۱۳۸۸ اشاره شده است. مسئولیت در «حمله به کوی دانشگاه تهران»، «ضرب و شتم و دستگیری دانشجویان» و حوادث بازداشتگاه کهریزک که منجر به مرگ سه تن از معترضان شد، از دیگر مواردی است که به عنوان دلایل تحریم احمدی مقدم در این بیانیه عنوان شده است».
اتحادیه اروپا نیز طی تصمیم مورخ ۲۳ فروردین ۱۳۹۰ (۱۳ آوریل ۲۰۱۱)، ۳۲ مقام ایرانی از جمله اسماعیل احمدی مقدم را به دلیل نقشی که در نقض گسترده و شدید حقوق شهروندان ایرانی داشته‌اند، از ورود به کشورهای این اتحادیه محروم کرد. کلیه دارایی‌های این مقامات نیز در اروپا توقیف خواهد شد. بر اساس بیانیه اتحادیه اروپا، نیروهای تحت امر اسماعیل احمدی مقدم، به عنوان فرمانده نیروی انتظامی ایران در حملات به معترضان در تظاهرات مسالمت‌آمیز و همچنین تهاجم خشونت‌آمیز به کوی دانشگاه تهران در ۲۵ خرداد ۱۳۸۸ (۱۵ ژوئن ۲۰۰۹) شرکت داشته‌اند.

## جایزه‌ها و نشان‌های افتخار
این بخش شامل نشان‌ها و جایزه‌های رسمی سردار احمدی مقدم است که بر روی لباس همسان او نصب می‌شود ولی جایزه‌های غیرنظامی و غیررسمی را دربر نخواهد گرفت.

### آرم‌ها
| آرم‌های سینه           |
| دانشگاه عالی دفاع ملی |

| آرم‌های بازو               |
| نشان فرماندهی و ستاد ناجا |

### نوار نشان‌ها
|  |  |  |
|  |  |  |
|  |  |  |
|  |  |  |
|  |  |  |

### نام نشان‌ها
| نشان جانبازی        |                           |                                     |
| دوره کارشناسی ارشد  | دوره دکتری                | نشان لیاقت                          |
| دوره علوم استراتژیک | دوره دافوس                | نشان ایثار                          |
| دوره دکترای ناجا    | دوره عالی امنیت استراتژیک | دوره عالی                           |
| دوره کارشناسی ناجا  | دوره کارشناسی ارشد ناجا   | دوره فرماندهی و مدیریت عالی انتظامی |